# 개금역
개금(인제대학교 부산백병원)역(Gaegeum(Injedaehaqgyo Busan Baek Hospital)Station, 開琴(仁濟大學校 釜山白病院)驛)은 대한민국 부산광역시 부산진구 개금동에 있는 부산 도시철도 2호선의 지하철역이다. 부역명은 인근에 인제대학교 부산백병원이 있다.

## 역명의 유래
역사(驛舍)가 위치한 개금동의 지명에서 유래하였으며, 개금동(開琴洞)은 임진왜란 당시에 백성들이 피란을 하던 중 푸른 산림과 아늑한 계곡이 있던 이 지역에서 정착하기로 마음을 먹고 오랜만에 마음을 놓고 거문고를 켰다고 해서 개금이라고 부르게 된 설과 마을의 모양이 모두 거문고 모양처럼 길게 늘어져 있는 현상이라 개금이라 부르게 된 설이 있다. 개금은 자연마을 명칭으로만 있다가 일제 강점기 이후부터 행정구역명이 되었다고 한다.

## 역사
- 1999년 6월 30일 : 부산 도시철도 2호선 개통과 함께 영업 개시
- 2018년 1월 1일 : 부역명 인제대학교 부산백병원 부기

## 역 구조
2면 2선 곡선 상대식 승강장이 있는 지하역이며, 승강장과 열차사이의 단차가 있으므로 승, 하차시 주의한다. 스크린도어가 설치되어 있다.
이 역부터 수영역까지는 반대편 승강장으로 이동이 가능한 구조로 되어 있으며, 이 역 또한 대합실을 통과하면 반대편 승강장으로 이동 할 수 있다.

### 승강장
| 동의대 ↑ |
| \| 상    |
| ↓ 냉정   |

| 상행 | ● 부산 도시철도 2호선 | 서면 · 대연 · 금련산 · 장산 방면 |
| 하행 | ● 부산 도시철도 2호선 | 사상 · 덕천 · 호포 · 양산 방면   |

## 역 주변
- 가평초등학교
- 개금1동 행정복지센터
- 개금2동 행정복지센터
- 개금3동 행정복지센터
- 대한주택공사
- 주원초등학교
- 개금초등학교
- 개화초등학교
- 종합새시장
- 개금현대I아파트
- 백병원
- 개림중학교
- 신개금 LG 아파트
- 개림초등학교
- 미래여성병원
- 인제대학교 부산백병원
- 인제대학교 부산캠퍼스
- 개금역 대상 웰리움(예정)

## 승차량 변동
| 역 노선 | 승차 인원 | 승차 인원 | 승차 인원 | 승차 인원 | 승차 인원 | 승차 인원 | 승차 인원 | 승차 인원 | 승차 인원 | 승차 인원 | 승차 인원 | 승차 인원 | 승차 인원 | 승차 인원 | 주 석 |
| 역 노선 | 2002년    | 2003년    | 2004년    | 2005년    | 2006년    | 2007년    | 2008년    | 2009년    | 2010년    | 2011년    | 2012년    | 2013년    | 2014년    | 2015년    | 주 석 |
| ------- | --------- | --------- | --------- | --------- | --------- | --------- | --------- | --------- | --------- | --------- | --------- | --------- | --------- | --------- | ----- |
| 2호선   | 8568      | 8560      | 8336      | 8253      | 7711      | 6970      | 7217      | 7437      | 7617      | 8173      | 8110      | 8351      | 8516      | 8371      | [ 1 ] |

## 인접한 역
| 부산 도시철도 2호선  | 부산 도시철도 2호선   | 부산 도시철도 2호선 |
| -------------------- | --------------------- | ------------------- |
| 222 동의대 장산 방면 | ● 부산 도시철도 2호선 | 224 냉정 양산 방면  |